# Lavault-de-Frétoy
Lavault-de-Frétoy is een gemeente in het Franse departement Nièvre (regio Bourgogne-Franche-Comté) en telt 72 inwoners (2009). De plaats maakt deel uit van het arrondissement Château-Chinon (Ville).

## Geografie
De oppervlakte van Lavault-de-Frétoy bedraagt 14,2 km², de bevolkingsdichtheid is 4,7 inwoners per km².
De onderstaande kaart toont de ligging van Lavault-de-Frétoy met de belangrijkste infrastructuur en aangrenzende gemeenten.

## Demografie
Onderstaande figuur toont het verloop van het inwonertal (bron: INSEE-tellingen).